# Comuna Cărpiniș, Timiș
Cărpiniș, mai demult Ghertiamoș, (în germană Gertianosch), este o comună în județul Timiș, Banat, România, formată din satele Cărpiniș (reședința) și Iecea Mică.

## Localizare
Localitatea se situează pe DN59A, la o distanță de 27,9 km de municipiul Timișoara și 15,3 km de Jimbolia, orașul cel mai apropiat. Are stație CFR la Calea ferată Timișoara-Jimbolia. Totodată de aici pornește și linia Cărpiniș - Ionel (Iohanisfeld).

## Istorie
În 1387 localitatea este atestată documentar. Ca și în multe alte localități din Banat, în Gertiamoș au fost colonizate familii de germani în timpul dominatiei habsburgice, mai precis în anul 1767.

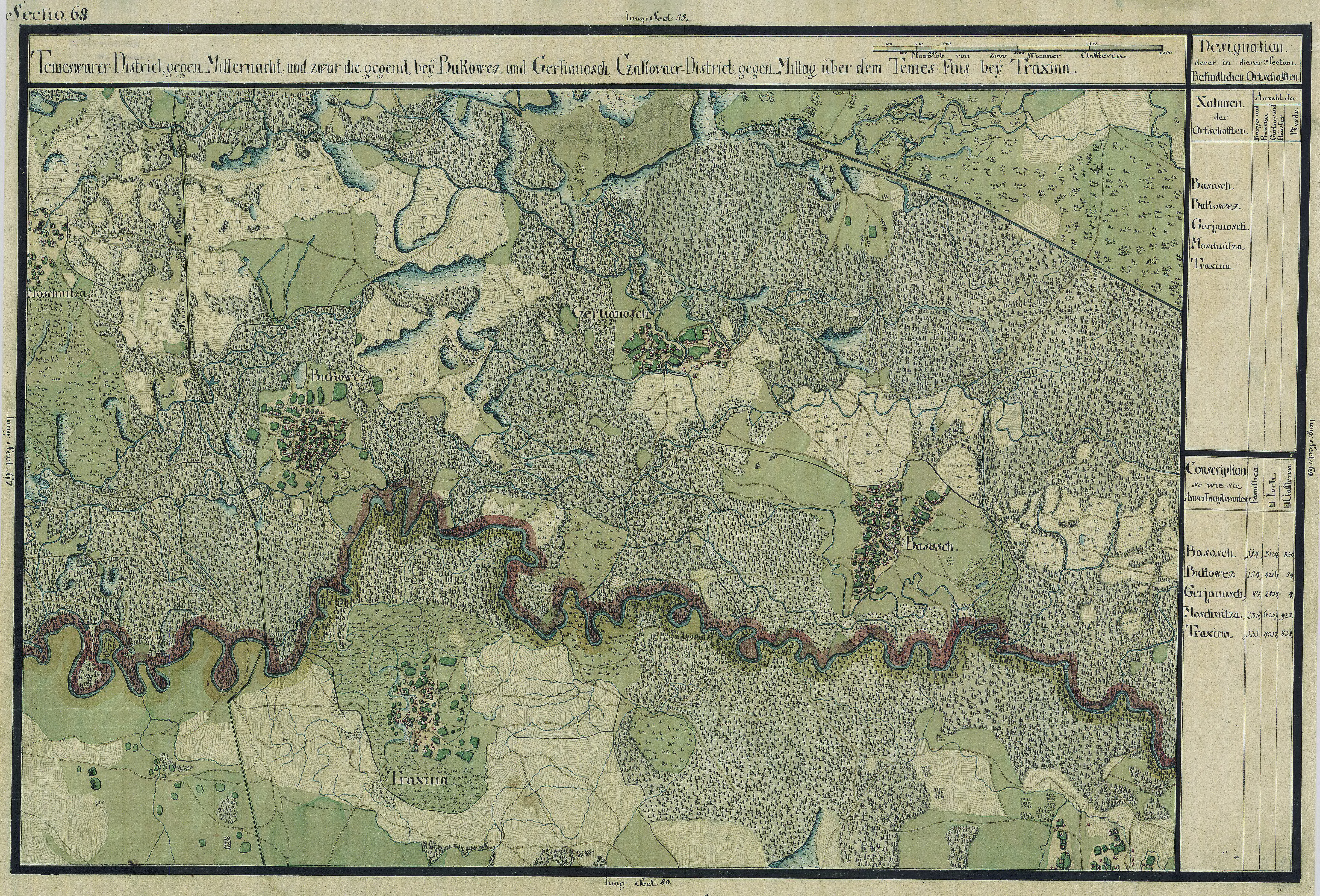
Gertianosch în Harta Iosefină a Banatului, 1769-72

## Populația (evoluție istorică)
Evoluția populației comunei Cărpiniș, structurată pe etnii:

## Politică
Comuna Cărpiniș este administrată de un primar și un consiliu local compus din 15 consilieri. Primarul, Dumitru Marcel Popa[*], de la Coaliția Națională pentru România, este în funcție din octombrie 2020. Începând cu alegerile locale din 2024, consiliul local are următoarea componență pe partide politice:
|  | Partid                            | Consilieri | Componența Consiliului | Componența Consiliului | Componența Consiliului | Componența Consiliului | Componența Consiliului | Componența Consiliului | Componența Consiliului | Componența Consiliului | Componența Consiliului | Componența Consiliului | Componența Consiliului |
|  | --------------------------------- | ---------- | ---------------------- | ---------------------- | ---------------------- | ---------------------- | ---------------------- | ---------------------- | ---------------------- | ---------------------- | ---------------------- | ---------------------- | ---------------------- |
|  | Coaliția Națională pentru România | 11         |                        |                        |                        |                        |                        |                        |                        |                        |                        |                        |                        |
|  | Alianța Dreapta Unită             | 3          |                        |                        |                        |                        |                        |                        |                        |                        |                        |                        |                        |
|  | Alianța pentru Unirea Românilor   | 1          |                        |                        |                        |                        |                        |                        |                        |                        |                        |                        |                        |

| Partidul Social Democrat                   | 7 |  |  |  |  |  |  |  |
| Alianța Dreptate și Adevăr (2 PD și 4 PNL) | 6 |  |  |  |  |  |  |  |

## Economie
Cărpinișul este unul din cele mai mari sate din județul Timiș, cu rol polarizator, de servire și influențare a satelor din jur, cu funcții agro-industriale și o clară evoluție urbană.

## Demografie
Componența etnică a comunei Cărpiniș
     Români (80,01%)
     Romi (3,18%)
     Maghiari (1,12%)
     Alte etnii (0,96%)
     Necunoscută (14,73%)
Componența confesională a comunei Cărpiniș
     Ortodocși (61,52%)
     Penticostali (13,42%)
     Romano-catolici (4,21%)
     Baptiști (2,01%)
     Greco-catolici (1,73%)
     Alte religii (1,54%)
     Necunoscută (15,57%)
Conform recensământului efectuat în 2021, populația comunei Cărpiniș se ridică la 4.278 de locuitori, în scădere față de recensământul anterior din 2011, când fuseseră înregistrați 4.477 de locuitori. Majoritatea locuitorilor sunt români (80,01%), cu minorități de romi (3,18%) și maghiari (1,12%), iar pentru 14,73% nu se cunoaște apartenența etnică. Din punct de vedere confesional, majoritatea locuitorilor sunt ortodocși (61,52%), cu minorități de penticostali (13,42%), romano-catolici (4,21%), baptiști (2,01%) și greco-catolici (1,73%), iar pentru 15,57% nu se cunoaște apartenența confesională.

## Personalități
- Peter Potye⁠(de)[traduceți] (1925-2022), fotograf